# Walter Tokarski

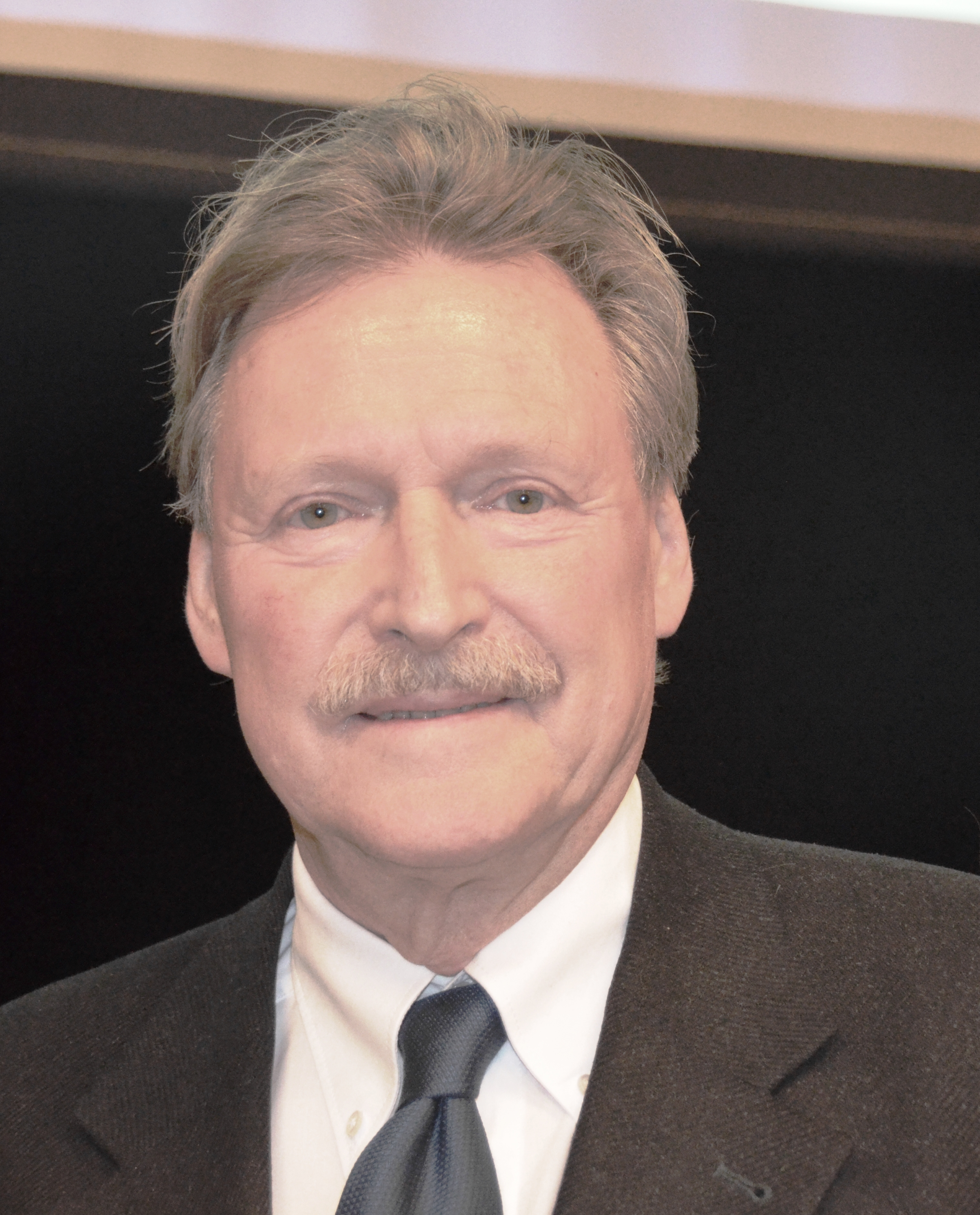
Walter Tokarski

Walter Tokarski (* 1. Juli 1946 in Leverkusen) ist ein deutscher Universitätsprofessor für Sportpolitik und Freizeitforschung. Von 1999 bis zum 19. Mai 2014 war er Rektor der Deutschen Sporthochschule Köln.

## Biographie
Nach dem Abitur auf dem Zweiten Bildungsweg am Köln-Kolleg studierte er Volkswirtschaftslehre, Soziologie und Sozialpsychologie an der Universität zu Köln, wo er 1974 den Abschluss als Diplom-Volkswirt sozialwissenschaftliche Richtung erlangte. 1978 promovierte er mit einer Arbeit zum Thema „Aspekte des Arbeitserlebens als Faktoren des Freizeiterlebens“ zum Dr. rer. pol., ebenfalls an der Universität zu Köln. 1988 folgte die Habilitation zum Thema „Freizeit und Lebensstile älterer Menschen“ an der Universität Kassel.
1963 bis 1965 absolvierte Walter Tokarski eine kaufmännische Lehre bei der Klöckner Humboldt Deutz AG in Köln und arbeitete dort anschließend als Angestellter. Von 1978 bis 1979 arbeitete er als wissenschaftlicher Angestellter beim IMW-Institut für Markt- und Werbeforschung in Köln, bevor er 1980 an das Seminar für Wirtschafts- und Finanzpolitik der Ruhr-Universität Bochum und den Lehrstuhl von Peter Meyer-Dohm wechselte. Während seiner Zeit in Bochum war er ebenfalls stellvertretender Geschäftsführer des Modellversuchs „ITZ-Innovationsförderungs- und Technologietransfer-Zentrum der Hochschulen des Ruhrgebiets“ an der Ruhr-Universität Bochum. 1982 ging er zunächst als wissenschaftlicher Angestellter für Soziale Gerontologie im Fachbereich Sozialwesen an die Universität Kassel, wo er am Lehrstuhl von Reinhard Schmitz-Scherzer beschäftigt war. Von 1984 bis 1990 arbeitete er dort als Akademischer Rat für Soziale Gerontologie. Seit 1990 ist er Universitätsprofessor an der Deutschen Sporthochschule Köln. Dort gründete und leitete er das Institut für Europäische Sportentwicklung und Freizeitforschung von 1992 bis 1999. 1995 bis 1999 war er Dekan des Fachbereichs Sozialwissenschaften, von 1999 bis 2014 war er Rektor der Deutschen Sporthochschule. Walter Tokarski setzte sich schwerpunktmäßig mit den Themen Freizeitwissenschaft (Freizeit-/Breitensport), Lebensstilforschung, Zeitforschung, Prävention und Gesundheit, Gerontologie (Sport und Altern), Internationale und Europäische Sport- und Freizeitpolitik, Rassismus und Fremdenfeindlichkeit sowie mit sozialen Problemen im Sport auseinander.

## Ehrungen
Walter Tokarski ist seit 2005 Ehrenprofessor der Shandong Sport University (China) sowie der Nationalen Sportuniversität Sofia (Bulgarien). Er hält außerdem seit 2002 eine Ehrenprofessur der Shanghai Sport University (China). 2003 erhielt er die Silberne Medaille der Karls-Universität Prag für seine Verdienste um Sport in Europa. 2002 wurde er für besondere Verdienste um die polnische Sportwissenschaft vom Polnischen Nationalen Olympischen Komitee ausgezeichnet. 2015 erhielt er aus der Hand von Ministerpräsidentin Hannelore Kraft das Bundesverdienstkreuz 1. Klasse. 2018 wurde ihm die NRW Sportplakette für seine Verdienste um den nordrhein-westfälischen Sport durch Staatssekretärin Andrea Milz verliehen.

## Engagement außerhalb der Hochschule
Walter Tokarski engagiert sich im Aktionsbündnis Prävention, im Vorstand der Laureus Stiftung Sport for Good Deutschland/Österreich, im Wissenschaftlichen Beirat des Christlichen Jugenddorf Werks (CJD) und im Kuratorium der NRW Sportstiftung. Er ist Wirtschaftsbotschafter der Stadt Köln und des Rhein-Erft-Kreises und arbeitet in verschiedenen Gremien auf lokaler, nationaler und internationaler Ebene mit. Darüber hinaus ist er in der sportmedizinischen Fort- und Weiterbildung engagiert.

## Privates
Walter Tokarski ist verheiratet, hat zwei Töchter und wohnt in Kerpen.

## Mitgliedschaft und sonstige Aktivitäten
- Mitglied des Kuratoriums/Beirats der Cologne Business School (seit 2014)
- Präsident der GePeV-Gesellschaft für Prävention (2011 bis 2016)
- Vorstand der Laureus Stiftung Sport for Good (seit 2011)
- Vorsitzender der KWR-Kölner Wissenschafts Runde (2010 bis 2011)
- Botschafter der Stadt Köln (seit 2005)
- Wissenschaftlicher Beirat der peb-Plattform Ernährung und Bewegung (seit 2005)
- Associate Editor des wissenschaftlichen Journals Physical Education and Sport (seit 2004)
- Beirat Sport der bpb-Bundeszentrale für politische Bildung Bonn (2002 bis 2006)
- Kuratorium der Sportstiftung des Landes NRW (seit 2001)
- Leisure Studies Editorial Advisory Board/UK (1997 bis 2001)
- Kommission für Sportpolitik beim Bundeskanzler der Republik Österreich (1997 bis 1999)
- Board des Research Committee der ISA-International Sociological Association (1986 bis 1995)
- Board of Directors der ELRA-European Leisure and Recreation Association (1984 bis 2001)
- Board of Directors der WLRA-World Leisure and Recreation Association (1982 bis 1999)